# قطعنامه ۱۸۵۴ شورای امنیت
قطعنامه ۱۸۵۴ شورای امنیت سازمان ملل متحد که در تاریخ ۱۹ دسامبر ۲۰۰۸ تصویب شد، سندی بین‌المللی دربارهٔ بررسی وضعیت در لیبریا است. این قطعنامه طی نشست ۶۰۵۱ام با ۱۵ رای موافق، ۰ مخالف و ۰ ممتنع تصویب شد.